# Доходный дом Р. И. Берштейна
Доходный дом Р. И. Берштейна — памятник архитектуры. Расположен в Петроградском районе Санкт-Петербурга, современный адрес дома — Каменноостровский проспект, 54, улица Профессора Попова, 31.
Дом построен Д. А. Крыжановским в 1910—1911 годах, на конкурсе фасадов 1912 года он был отмечен серебряной медалью. Перед домом сделан курдонёр, отделённый от улицы оградой с воротами, гранёная башня завершается вогнутым шатром и фонариком со шпилем, утраченными во время пожара 1980-х годов и построенными заново в 2012 году (воссозданы «с сохранением исторических пропорций, габаритов, конфигурации» по мнению КГИОП, «реконструкция с некоторым сходством» по мнению Б. М. Кирикова). Также фасад оформлен эркерами, балконами, отделан разнообразным по цвету и фактуре гранитом и шероховатой штукатуркой.
В здании сохранились витражи и их фрагменты, металлические лестничные ограждения, лепнина и напольная плитка.